# Templo de Nuestra Señora del Carmen (San Luis Potosí)
El Templo de Nuestra Señora del Carmen es un edificio católico ubicado en la Plaza del Carmen del centro histórico de la ciudad de San Luis Potosí, San Luis Potosí, México. El templo es catalogado como monumento histórico por el Instituto Nacional de Antropología e Historia (INAH) para su preservación.

## Historia
El templo de Nuestra Señora del Carmen en la ciudad de San Luis Potosí fue construido principalmente gracias a la munificencia de Nicolás Fernando de Torres y de su esposa Gertrudis Maldonado. Las enfermedades de Nicolás Fernando de Torres lo hicieron meditar en la muerte, determinado a disponer su testamento. Consultó con el prior del Carmen, Fray Juan Francisco del Espíritu Santo, quien le aconsejó al no tener herederos que fundara en esa ciudad dos instituciones: un convento para la Orden de los Carmelitas Descalzos y el Beaterio de San Nicolás.
El provincial de los carmelitas fray Domingo de los Ángeles empezó las diligencias necesarias para la fundación del convento. Solicitó y obtuvo licencia real mediante el virrey Juan Vázquez de Acuña y Bejarano, marqués de Casa Fuerte, el 27 de abril de 1733 para establecer un hospicio. Consiguió comprar para el hospicio una casa perteneciente a Don Martín de Urros, situada a espaldas del convento de San Francisco. El 17 de enero de 1736 le fue concedida la licencia de hacerlo, siempre que en él no vivieran más de seis frailes con su oratorio privado y campana para sus distribuciones pero sin convocar al pueblo.
Fray Juan de Santa Teresa aceptó y tomó posesión de las tierras de La Lagunilla y Alfalfa, cedidas por Don Bartolomé López de la Mesa, para que se edificara el convento donde actualmente está ubicado el museo. También en su tiempo se recibió la cédula en que Felipe V de España dispuso le informaran nuevamente la ciudad, el obispo y las religiones sobre la utilidad que resultaría de la fundación del Carmen.
La primera piedra de la construcción del Carmen se realizó en 23 de febrero de 1749, por el fray Antonio Rizo, que acababa de ser provincial de San Francisco, por gratitud del fray Nicolás de Jesús María en nombre de su religión. José Lorenzo, un indígena analfabeto del Barrio de San Sebastián, fue encargado por Alfonso Martínez Rosales para la construcción del templo. En 1764 quedó terminado el templo y se llevó a cabo la ceremonia de su bendición.
Además de ser un monumento artístico, el templo ha sido escenario de numerosos hechos históricos, como la memorable noche de 1810 cuando los insurgentes potosinos se apoderaron del convento del Carmen durante la guerra de independencia para liberar a prisioneros fieles a Miguel Hidalgo y Costilla. Durante la guerra de Reforma los carmelitas fueron expulsados del convento. La Alameda Juan Sarabia era la huerta del convento y originalmente estaba bardeada. En 1923 pudieron regresar los carmelitas. En medio de la guerra Cristera fue extraída la imagen de la Virgen del Carmen y llevada a la estación de policía ubicada en el nivel superior del Palacio Municipal.

## Arquitectura
El fray Joaquín de la Concepción, prior del templo desde 1765 hasta 1768, construyó la torre barroca y la decoró con campanas impresionantes. También pagó por unos lienzos que el padre Andrés de la Trinidad pidió que se colocaran. El fray Juan de Jesús María fue prior de 1777 hasta 1780. El se encargó de crear un retablo dorado dedicado a la Virgen del Carmen. Mando que se colocaran vidrios en la hornacina y que se labraran los retablos laterales del crucero, los de José de Nazaret y Teresa de Jesús. El siguiente prior fray Juan de la Ascensión fungió en el cargo de 1780 hasta 1782. El realizó dos cuadros laterales que decoran el presbiterio incluyendo uno que representa al profeta Elías donde ahora hay un cuadro de la virgen. El 29 de diciembre de 1784 el Fray José de Santo Domingo mandó trasladar los restos de los fundadores del convento al sitio que actualmente ocupan.
En 1898 el obispo Ignacio Montes de Oca y Obregón ordenó que se iniciara la restauración del templo que ya estaba muy deteriorado. Fue cerrado por un tiempo mientras se pintaron los muros y las bóvedas al estilo bizantino. También se colocaron medallones de los santos venerados por la orden carmelita en las pechinas. El templo tiene una fachada churrigueresca dividida en tres cuerpos. El cuerpo inferior tiene cuatro columnas salomónicas caladas. Los cuerpos medio y superior se encuentran divididos por pilastras estípites verticales. Su altar mayor es un elemento importante. Entre 1824 y 1825 fue destruido el altar original. Fue reemplazada por una nueva al estilo neoclásico hecha con mármol y cantera, fabricada por el arquitecto celayense Francisco Eduardo Tresguerras. En el interior se puede encontrar el camarín que con su altar con imágenes de los cinco señores de la iglesia: la Sagrada Familia con santa Ana (madre de María) y san Joaquín (padre de María). Está coronada por una concha enorme compuesta por tres partes y que tiene en el centro una hornacina con la Virgen del Carmen. El 25 de marzo de 1957 un siniestro destruyó el retablo original. El actual, una réplica fiel de la original, fue inaugurado en 1959.
El retablo de los siete príncipes o arcángeles: Miguel, Gabriel, Rafael, Jegudiel, Sealtiel, Uriel y Barachiel se ubica en la portada del camarín. Es calificado por el crítico de arte Francisco de la Maza como la obra más exuberante y ultrabarroca.

## Galería

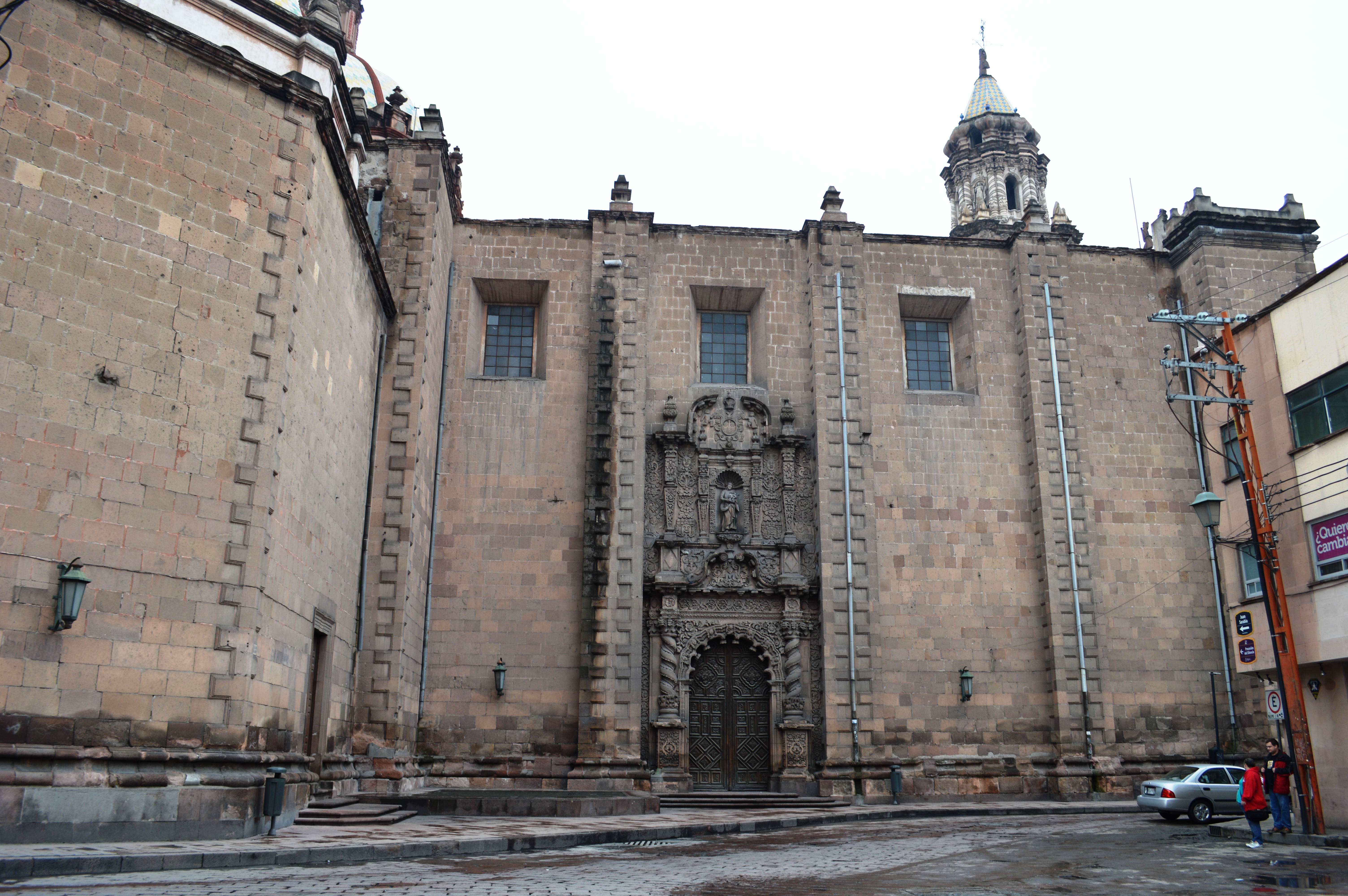
Vista lateral del templo.
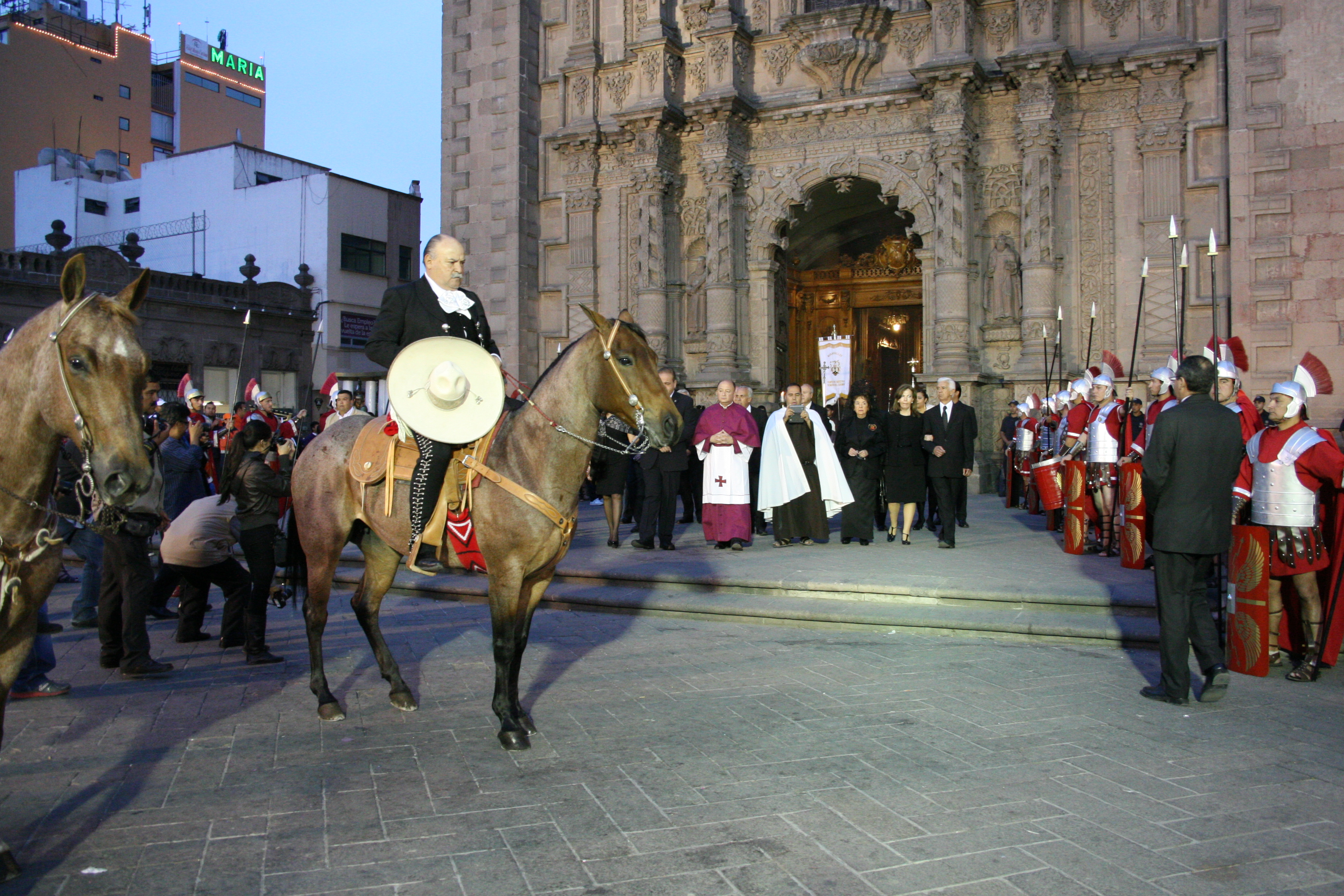
La Procesión del Silencio.
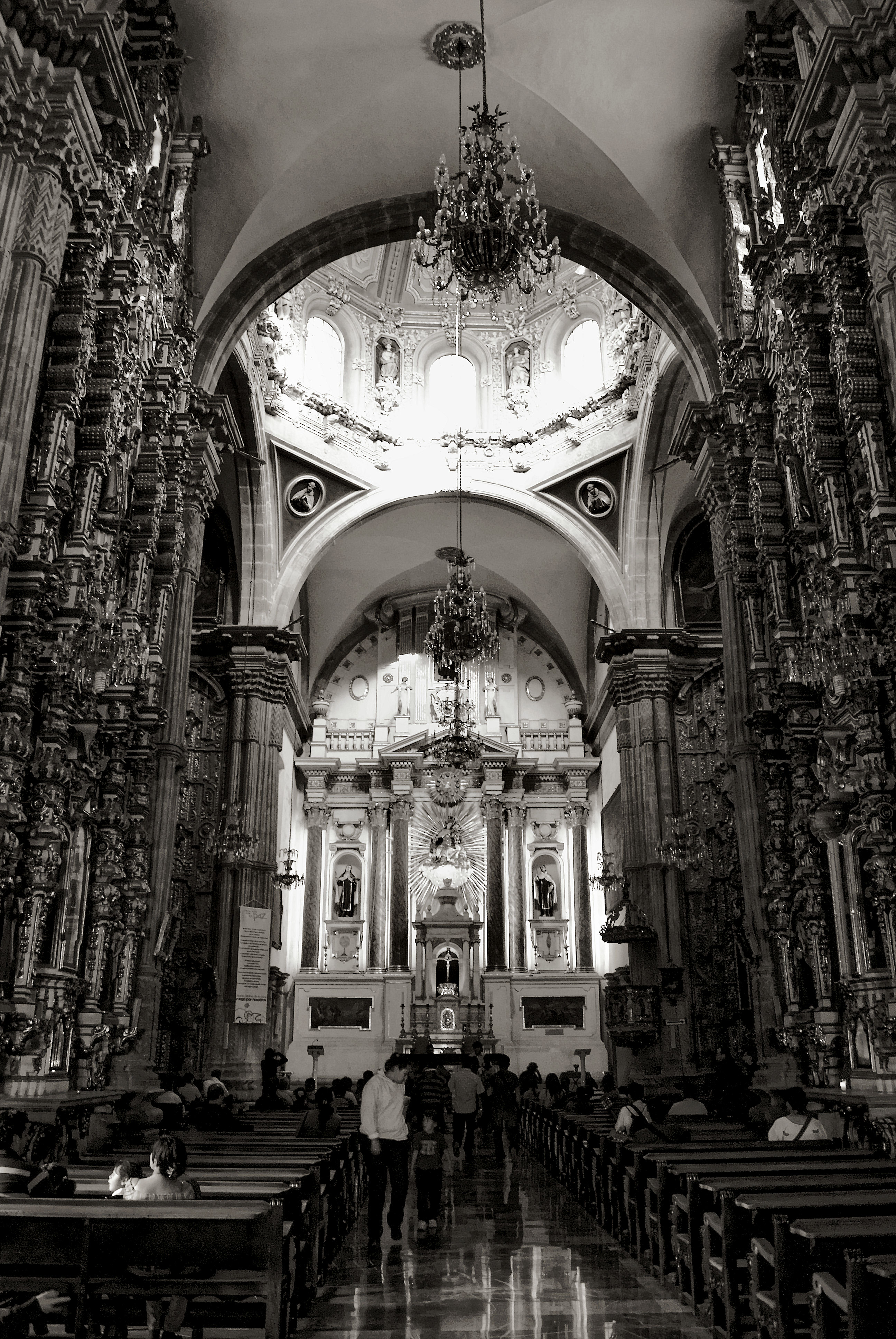
El interior.
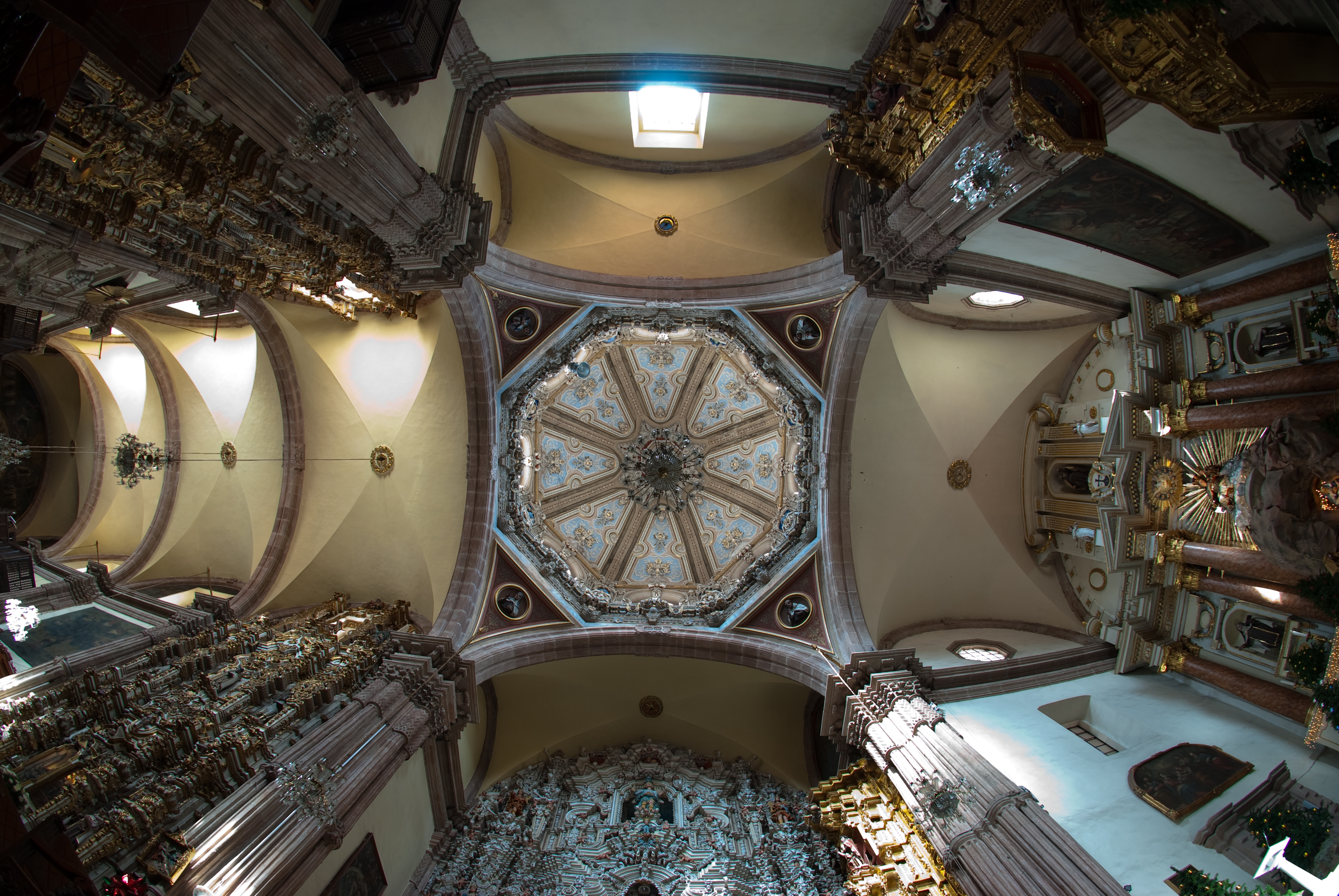
Vista del crucero.
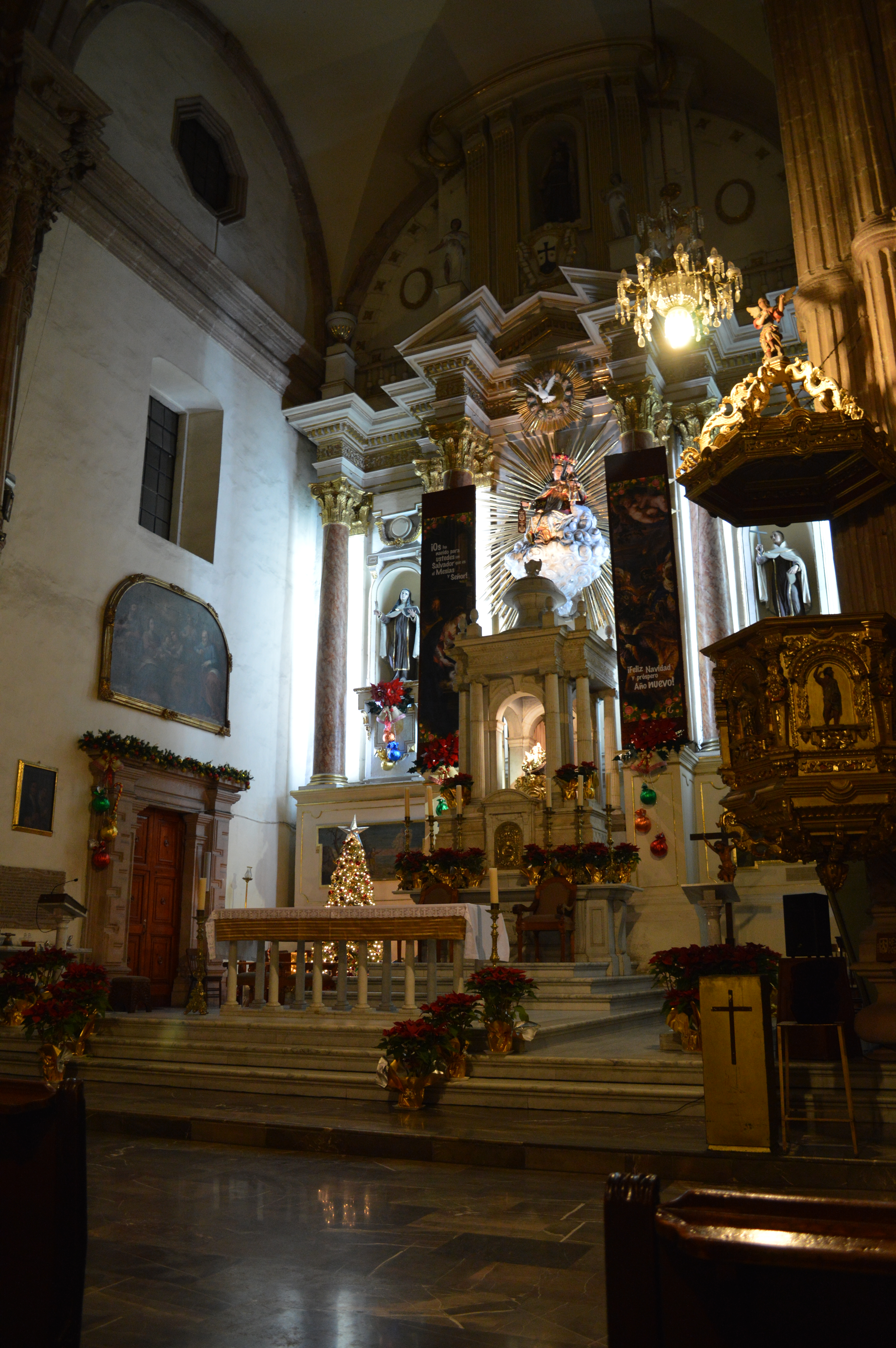
El altar mayor.
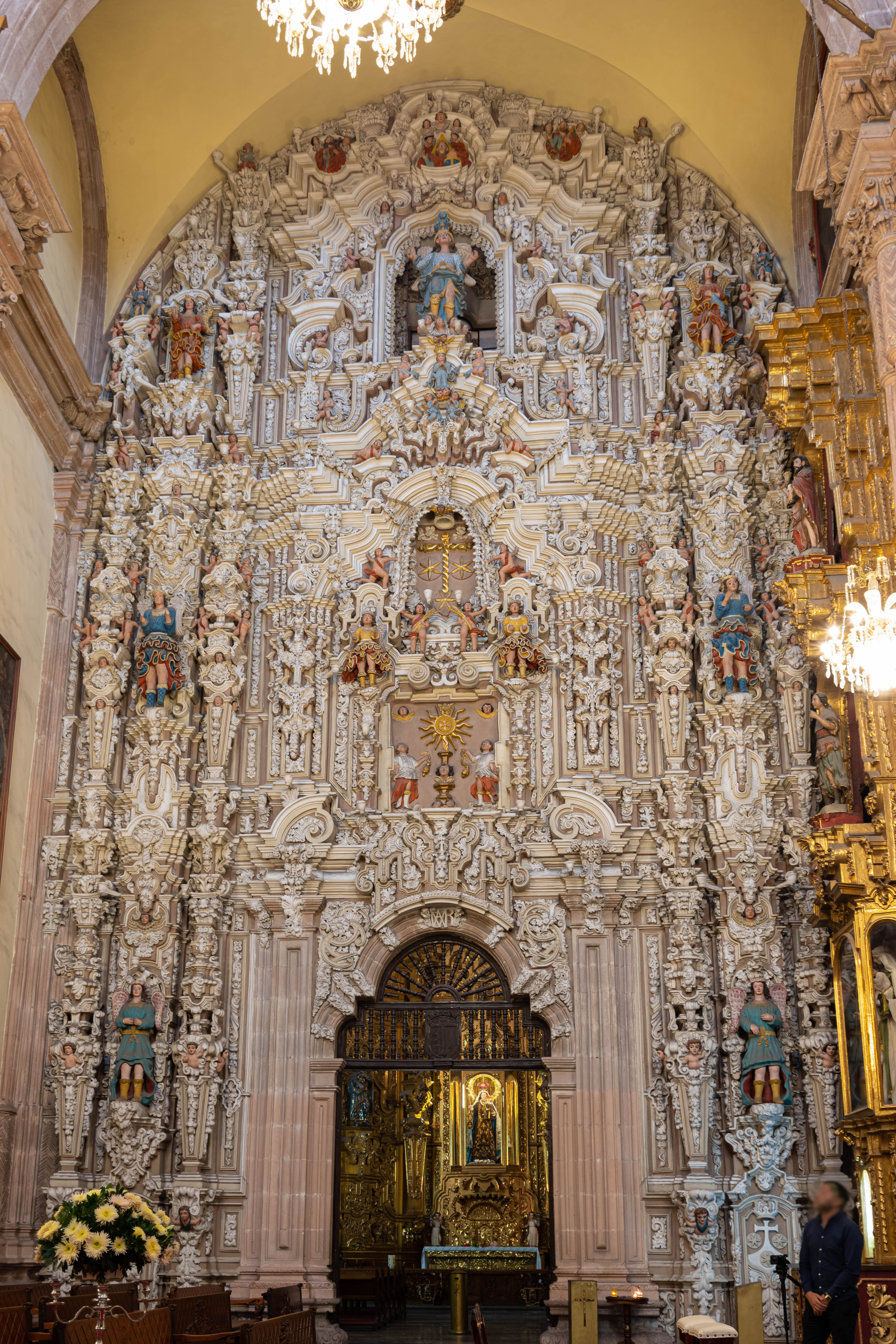
El retablo de los arcángeles.
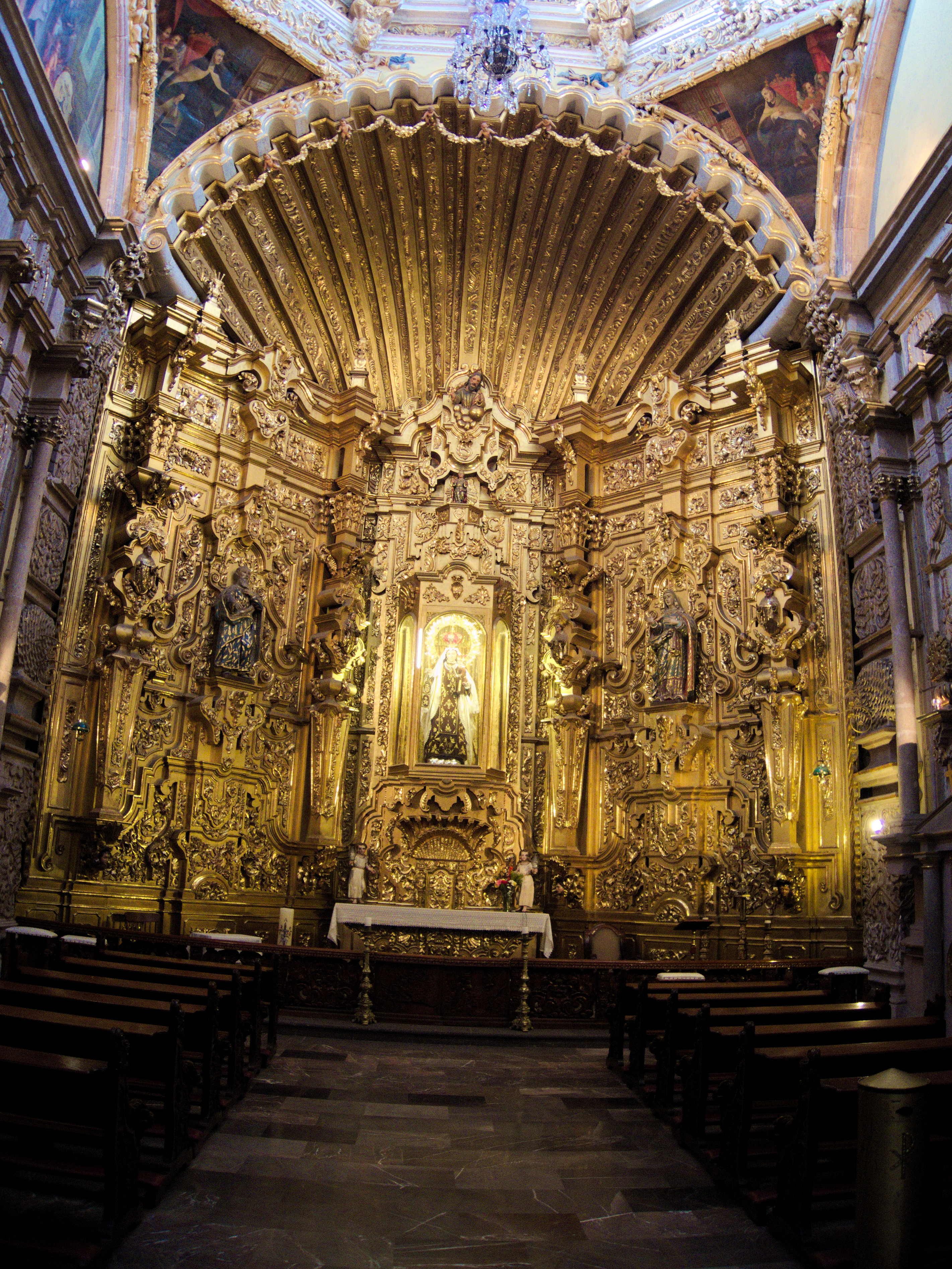
El camarín y su altar.